# Militärt överintresserad person
Militärt överintresserad person (akronym: MÖP), även kallad möpare, är ett nedsättande eller självironiskt begrepp för en person som visar ett osunt stort intresse för militärväsen och vapen.

## Sverige
Sedan Sverige 2009 avskaffade värnplikten, har begreppet använts inom Försvarsmakten för att beskriva en typ av rekryter som är oönskade. I bokförlagsbranschen används det om en kundkrets med militärt intresse. Begreppet finns belagt åtminstone sedan 2007. Dagens Nyheter uppmärksammade uttrycket 2010 och Språkrådet beskrev 2011 formen möpare.
Åklagarmyndigheten har uppmärksammat subkulturen i samband med att personer brutit mot lagar kring skyddsobjekt.